# 厳敏永
厳 敏永（オム・ミニョン、朝鮮語: 엄민영/嚴敏永、1915年2月4日 - 1969年12月10日）は、日本統治時代の朝鮮および大韓民国の政治家、官僚、弁護士。本貫は寧越厳氏。漢字表記は厳敏英とも。日本名は雉山 敏夫（きじやま としお）。

## 生涯
慶尚北道慶山郡または善山郡にて誕生。大邱公立高等普通学校（のちの慶北高等学校）を経て、1936年法政大学予科修了。1939年九州帝国大学法文学部法科卒業。米国ノースウェスタン大学法科大学院修了。高等文官試験行政科に合格して朝鮮総督府の官吏となり、京城地方専売局清州出張所で勤務した。1943年以後、全羅北道任実郡と茂朱郡の郡守を務めた。
太平洋戦争（大東亜戦争）終戦後は、全羅北道農商部長と全羅南道農林局長を務めた。その後は教育職に転向し、大邱大学校教授とソウル大学校法科大学教授を務めた。1957年に慶煕大学校法学部の学部長に就任。
1960年の四月革命により第一共和国が崩壊した後は、民主党所属で参議院議員に当選。1961年に5・16軍事クーデターが発生すると、金度演が主導した自由民主党に合流。だが自由民主党の旧民主党系で内紛が発生し、蘇宣奎と衝突。厳敏永は自分の会派を率いて民主共和党へ移動。朴正煕は厳敏永を国家再建最高会議議長顧問に起用した。第三共和国にて内務部長官を2度務め、1967年より駐日大使に着任。在任中の1969年12月10日に54歳で逝去した。

## 参考資料
- 엄민영 - 大韓民国憲政会
- 엄민영(嚴敏永) - 韓国学中央研究院
- 엄민영 - 韓国行政研究院

| 公職               | 公職                                                       | 公職             |
| ------------------ | ---------------------------------------------------------- | ---------------- |
| 先代 李啓純 楊燦宇 | 大韓民国内務部長官 第28代：1963 - 1964 第30代：1966 - 1967 | 次代 楊燦宇 李澔 |
| 外交職             |                                                            |                  |
| 先代 金東祚        | 駐日大韓民国大使 第2代：1967 - 1969                        | 次代 李厚洛      |